# Scottish First Division 2005-2006
La Scottish First Division 2005-2006 è stata la 100ª edizione della seconda serie del campionato di calcio scozzese, l'11ª edizione nel formato corrente di 10 squadre, sotto l'organizzazione della Scottish Football League (SFL). La stagione è iniziata il 6 agosto 2005 e si è conclusa il 14 maggio 2006.

Il St Mirren ha vinto il campionato ed è stato promosso direttamente in Scottish Premier League.

Il Brechin City è stato retrocesso in Scottish Second Division dopo aver perso i playoff. Lo Stranraer, classificatosi all'ultimo posto, è stato retrocesso direttamente in Scottish Second Division.

## Stagione

### Novità
Dalla First Division 2004-2005 il Falkirk, primo classificato, è stato promosso in Premier League 2005-2006. Il Partick Thistle e il Raith Rovers sono stati retrocessi in Second Division 2005-2006.

Dalla Premier League 2004-2005 è stato retrocesso il Dundee. Dalla Second Division 2004-2005 sono stati promossi il Brechin City, primo classificato, e lo Stranraer, secondo classificato.

### Formula
Il campionato è composto di 10 squadre che si affrontano in un doppio girone di andata-ritorno per un totale di 36 giornate.

La prima classificata viene promossa direttamente in Scottish Premier League. L'ultima classificata viene retrocessa direttamente in Scottish Second Division. La 9ª classificata partecipa ai playoff per un posto in Scottish First Division assieme alla 2ª, alla 3ª e alla 4ª classificata in Scottish Second Division 2005-2006.

## Squadre partecipanti
| Club                | Città       | Stadio                   | Posizione 2004-2005         |
| ------------------- | ----------- | ------------------------ | --------------------------- |
| Airdrie Utd         | Airdrie     | Excelsior Stadium        | 5º posto                    |
| Brechin City        | Brechin     | Glebe Park               | 1º posto in Second Division |
| Clyde               | Cumbernauld | Broadwood Stadium        | 3º posto                    |
| Dundee              | Dundee      | Dens Park                | 12º posto in Premier League |
| Hamilton Academical | Hamilton    | INew Douglas Park        | 7º posto                    |
| Queen of the South  | Dumfries    | Palmerston Park          | 4º posto                    |
| Ross County         | Dingwall    | Victoria Park (Dingwall) | 6º posto                    |
| St. Johnstone       | Perth       | McDiarmid Park           | 8º posto                    |
| St. Mirren          | Paisley     | St. Mirren Park          | 2º posto                    |
| Stranraer           | Stranraer   | Stair Park               | 2º posto in Second Division |

## Classifica finale
|  | Pos. | Squadra             | Pt | G  | V  | N  | P  | GF | GS | DR  |
|  | ---- | ------------------- | -- | -- | -- | -- | -- | -- | -- | --- |
|  | 1.   | St. Mirren          | 76 | 36 | 23 | 7  | 6  | 52 | 28 | +24 |
|  | 2.   | St. Johnstone       | 66 | 36 | 18 | 12 | 6  | 59 | 34 | +25 |
|  | 3.   | Hamilton Academical | 59 | 36 | 15 | 14 | 7  | 53 | 39 | +12 |
|  | 4.   | Ross County         | 56 | 36 | 14 | 14 | 8  | 47 | 40 | +7  |
|  | 5.   | Clyde               | 55 | 36 | 15 | 10 | 11 | 54 | 42 | +12 |
|  | 6.   | Airdrie Utd         | 45 | 36 | 11 | 12 | 13 | 57 | 43 | +14 |
|  | 7.   | Dundee              | 43 | 36 | 9  | 16 | 11 | 43 | 50 | -7  |
|  | 8.   | Queen of the South  | 33 | 36 | 7  | 12 | 17 | 31 | 54 | -23 |
|  | 9.   | Stranraer           | 29 | 36 | 5  | 14 | 17 | 33 | 53 | -20 |
|  | 10.  | Brechin City        | 17 | 36 | 2  | 11 | 23 | 28 | 74 | -46 |

Legenda:

      Promossa in Premier League 2006-2007
 Qualificata ai play-off
      Retrocessa in Second Division 2006-2007
Tre punti a vittoria, uno a pareggio, zero a sconfitta.
La classifica viene stilata secondo i seguenti criteri:
- Punti conquistati
- Differenza reti generale
- Reti totali realizzate
- Punti realizzati negli scontri diretti
- Differenza reti negli scontri diretti
- Reti realizzate negli scontri diretti
- play-off (solo per definire la promozione, la retrocessione e i playoff)

### Verdetti
- St. Mirren vincitore della Scottish First Division e promosso in Scottish Premier League 2006-2007
- Stranraer perdente i playoff e retrocesso in Scottish Second Division 2006-2007
- Brechin City retrocesso in Scottish Second Division 2006-2007.

## Spareggi

### Playoff First Division/Second Division
Ai play-off partecipano la 2ª, 3ª e 4ª classificata della Second Division 2005-2006 (Greenock Morton, Peterhead, Partick Thistle) e la 9ª classificata della First Division (Stranraer).

#### Semifinali
| Squadra 1       | Totale | Squadra 2       | Andata | Ritorno |
| --------------- | ------ | --------------- | ------ | ------- |
| Peterhead       | 1 – 0  | Greenock Morton | 0 – 0  | 1 – 0   |
| Partick Thistle | 4 – 3  | Stranraer       | 3 – 1  | 1 - 2   |

#### Finale
| Squadra 1 | Totale          | Squadra 2       | Andata | Ritorno |
| --------- | --------------- | --------------- | ------ | ------- |
| Peterhead | 3 – 3 (2-4 dcr) | Partick Thistle | 2 – 1  | 1 – 2   |

## Statistiche

### Classifica marcatori
| Gol |  |  | Giocatore         | Squadra       |
| --- |  |  | ----------------- | ------------- |
| 15  |  |  | Bryan Prunty      | Airdrie Utd   |
| 15  |  |  | Jason Scotland    | St. Johnstone |
| 14  |  |  | John Sutton       | St. Mirren    |
| 13  |  |  | Simon Lynch       | Dundee        |
| 13  |  |  | Alex Williams     | Clyde         |
| 12  |  |  | Stewart Kean      | St. Mirren    |
| 12  |  |  | John Rankin       | Ross County   |
| 11  |  |  | Stephen O'Donnell | Clyde         |